# Месићи
Месићи су насељено мјесто у општини Рогатица, Република Српска, БиХ. Према попису становништва из 1991. у насељу је живјело 96 становника.
Овдје се налази мала хидроелектрана Месићи-Нова.

## Становништво
| Демографија | Демографија | Демографија |
| Година      | Становника  | Становника  |
| ----------- | ----------- | ----------- |
| 1971.       | 219         |             |
| 1981.       | 119         |             |
| 1991.       | 96          |             |
| 2013.       | 27          |             |